# Almerino
Almerino  è un nome proprio di persona italiano maschile.

## Varianti
- Femminili: Almerina[1][2]

## Origine e diffusione
Nome di scarsa diffusione, dall'origine nebulosa, forse germanica; potrebbe essere correlato a nomi quali Amerio o Adelmiro, forse alterati per influenza di Alma.

## Onomastico
In quanto nome adespota, ossia privo di santo patrono, l'onomastico può essere eventualmente festeggiato il 1º novembre, giorno di Ognissanti.